# 2000 vu par...
 Pour plus de détails, voir Fiche technique et Distribution
2000 vu par... est une collection de dix films créée en 1998 par Caroline Benjo et Carole Scotta, coproduite par La Sept Arte (via son directeur de l'unité fiction de l'époque, Pierre Chevalier) et Haut et Court, réalisé avec le soutien de la Mission pour la célébration de l'an 2000. 
Chaque film se déroule dans un pays différent et raconte l'histoire d'un couple, d'une famille ou d'un groupe de personnes, dont l'action se situe à la veille du nouveau millénaire, imaginé par un cinéaste. 
- Chez Walter, de Romuald Karmakar
- Les Sanguinaires, de Laurent Cantet
- Last Night, de Don McKellar
- La Vie sur terre, de Abderrahmane Sissako
- Le Premier Jour (ou Minuit), de Walter Salles et Daniela Thomas
- Ma première nuit, de Miguel Albaladejo
- Tamas et Juli, de Ildikó Enyedi
- Le Mur, d'Alain Berliner
- Le Livre de la vie, de Hal Hartley
- La Dernière Danse de Tsai Ming-liang